# Campeonato de Europa de Clubes de fútbol sala femenino
El Campeonato de Europa de Clubes de fútbol sala femenino. Se trata de un campeonato en el que participan los mejores clubes de Europa, ganando en sus respectivas ligas nacionales. El Campeonato Europeo es una competición oficiosa.

## Palmarés
| Temporada                                              | Sede Final                                             | Campeón                                                | Resultado                                              | Subcampeón                                             | Tercero                                                | Resultado                                              | Cuarto                                                 |
| Campeonato de Europa de Clubes de fútbol sala femenino | Campeonato de Europa de Clubes de fútbol sala femenino | Campeonato de Europa de Clubes de fútbol sala femenino | Campeonato de Europa de Clubes de fútbol sala femenino | Campeonato de Europa de Clubes de fútbol sala femenino | Campeonato de Europa de Clubes de fútbol sala femenino | Campeonato de Europa de Clubes de fútbol sala femenino | Campeonato de Europa de Clubes de fútbol sala femenino |
| ------------------------------------------------------ | ------------------------------------------------------ | ------------------------------------------------------ | ------------------------------------------------------ | ------------------------------------------------------ | ------------------------------------------------------ | ------------------------------------------------------ | ------------------------------------------------------ |
| 2016-17                                                | Navalcarnero                                           | Atlético de Madrid Navalcarnero                        | 3 - 2                                                  | ASDC Montesilvano                                      | FS Aurora San Petersburgo                              | 1 - 0                                                  | Inter Media Service                                    |
| 2017-18                                                | Drachten                                               | Atlético de Madrid Navalcarnero                        | 5 - 2                                                  | SL Benfica                                             | ASD Olimpus Roma                                       | 5 - 2                                                  | MosPolitech de Moscú                                   |
| 2018-19                                                | San Javier                                             | Jimbee Roldán FSF                                      | 5 - 2                                                  | Kick Off C5 Femminile                                  | SL Benfica                                             | 2 - 0                                                  | FS Aurora San Petersburgo                              |
| 2021-22                                                | Lugo                                                   | Pescados Rubén Burela                                  | 6 - 0                                                  | Futsal Pescara Femminile                               |                                                        |                                                        |                                                        |
| 2022-23                                                | Falconara Marittima                                    | Citta di Falconara                                     | 3 - 2                                                  | SL Benfica                                             | Atlético de Madrid Navalcarnero                        | 6 - 2                                                  | DEAC                                                   |
| 2023-24                                                | Burela                                                 | SL Benfica                                             | 1 - 1 (5-4 pen.)                                       | Bitonto                                                |                                                        |                                                        |                                                        |
| 2024-25                                                | Bari                                                   | Bitonto                                                | 8 - 0                                                  | Rekord Bielsko-Biala                                   | TFSE-Tent Budapest                                     | 1 - 1 (3-1 pen.)                                       | Os Lusitanos                                           |

## Títulos por equipo
| Equipo                          | Campeón        | Subcampeón     | Tercer lugar | Cuarto lugar |
| ------------------------------- | -------------- | -------------- | ------------ | ------------ |
| Atlético de Madrid Navalcarnero | 2 (2017, 2018) |                | 1 (2022)     |              |
| SL Benfica                      | 1 (2023)       | 2 (2018, 2022) | 1 (2019)     |              |
| Bitonto                         | 1 (2024)       | 1 (2023)       |              |              |
| Jimbee Roldán FSF               | 1 (2019)       |                |              |              |
| Burela Pescados Rubén           | 1 (2021)       |                |              |              |
| Citta di Falconara              | 1 (2022)       |                |              |              |
| ASDC Montesilvano/Pescara       |                | 2 (2017, 2021) |              |              |
| Kick Off C5 Femminile           |                | 1 (2019)       |              |              |
| Rekord Bielsko-Biala            |                | 1 (2024)       |              |              |
| FS Aurora San Petersburgo       |                |                | 1 (2017)     | 1 (2019)     |
| ASD Olimpus Roma                |                |                | 1 (2018)     |              |
| TFSE-Tent Budapest              |                |                | 1 (2024)     |              |
| Inter Media Service             |                |                |              | 1 (2017)     |
| MosPolitech de Moscú            |                |                |              | 1 (2018)     |
| DEAC                            |                |                |              | 1 (2022)     |
| Os Lusitanos                    |                |                |              | 1 (2024)     |

### Títulos por países
| Equipo       | Campeón | Subcampeón | Tercer lugar | Cuarto lugar |
| ------------ | ------- | ---------- | ------------ | ------------ |
| España       | 4       |            | 1            |              |
| Italia       | 2       | 4          | 1            |              |
| Portugal     | 1       | 2          | 1            |              |
| Polonia      |         | 1          |              |              |
| Rusia        |         |            | 1            | 2            |
| Hungría      |         |            | 1            | 1            |
| Ucrania      |         |            |              | 1            |
| Países Bajos |         |            |              | 1            |

- Datos: Q117751671